# عبد الرحمن شنجول
الحاجب المأمون ناصر الدولة عبد الرحمن بن محمد بن أبي عامر (374 هـ - 399 هـ) المعروف بلقب شنجول حاجب الخليفة هشام المؤيد بالله وآخر المتغلبين على حكمه في ولايته الأولى، وابن رجل الدولة القوي المنصور بن أبي عامر وحفيد سانشو الثاني ملك نبرة، والذي تولى حجابة خلافة قرطبة عام 399 هـ بعد أخيه الحاجب المظفر لمدة لم تتجاوز 5 أشهر، وكانت سلوكياته بمثابة الشرارة التي أشعلت فترة الاضطرابات التي سادت دولة الخلافة في الأندلس، وانتهت بسقوطها نهائيًا عام 422 هـ.

## نشأته
في عام 371 هـ، تزوج الحاجب المنصور من أوراكا ابنة سانشو الثاني ملك نافارا، وأسلمت وسمّاها المنصور «عبدة»، وقد نتج عن هذا الزواج مولد عبد الرحمن عام 374 هـ، الذي كانت أمه تناديه «شنجول»، والذي يعني «سانشو الصغير» لما كان له من شبه بجده لأمه سانشو. قلده أبوه الوزارة عام 381 هـ وهو لا يزال غلامًا حدثًا، عندما تنازل لأخيه عبد الملك عن ألقابه. وفي عام 390 هـ، صاحب أباه في حملته على أراضي قشتالة، وتولى قيادة قلب الجيش مع أخيه عبد الملك في المعركة التي وقعت عند صخرة جربيرة، وانتهت بانتصار المسلمين. وبعد وفاة أبيه كان عبد الرحمن بمثابة الوزير لأخيه عبد الملك.

## توليه الحجابة
توفي أخوه عبد الملك في 16 صفر 399 هـ بعلة مفاجئة أصابته وهو عائد من إحدى حملاته العسكرية، مما دعا الناس للتكهن بأنه مات مسمومًا بتحريض من أخيه عبد الرحمن. وقد خلفه عبد الرحمن في الحجابة، حيث استمر في سياسة الحجر على الخليفة هشام المؤيد بالله التي انتهجها أبوه وأخوه من قبله. ولم تمض عشرة أيام حتى استصدر من الخليفة في 27 صفر 399 هـ، مرسومًا بتلقيبه بلقب «الحاجب المأمون ناصر الدولة أبو المطرف». ثم أجبر الخليفة في 14 ربيع الأول 399 هـ على إعلانه وليًا لعهده، ولم يكن للخليفة ولد يومئذ. ثم عيّن ابنه عبد العزيز في منصب الحجابة، ولقّبه بلقب «سيف الدولة».
وفي 16 جمادى الأول 399 هـ، خرج عبد الرحمن في حملة عسكرية لردع سانشو غارسيا كونت قشتالة الذي كان قد أغار على حدود أراضي المسلمين، فاخترق شنجول مملكة ليون، ودخل جليقية دون مقاومة تذكر من قبل ألفونسو الخامس ملك ليون، ثم بلغته وهو في طريق عودته في طليطلة أنباء الانقلاب على حكمه، ونهب وحرق الزاهرة وتمرّد الجند في جيشه، فأمر بالتوجه إلى قلعة رباح. كان بنو أمية وراء حالة الاضطراب التي سادت قرطبة في تلك الفترة، نظرًا لما رأوه من محاولة شنجول لاغتصاب ما كانوا يرونه حقهم الشرعي بتوليه ولاية عهد الخليفة. إضافة إلى الذلفاء أم أخيه عبد الملك التي كانت على قناعة بأن ولدها مات مسمومًا بتدبير من شنجول نفسه، فلم تدّخر جهدًا ولا مالاً للانتقام منه. وجدت الذلفاء غايتها في أمير أموي يدعى محمد بن هشام بن عبد الجبار بن عبد الرحمن الناصر لدين الله كان العامريون قد قتلوا أباه، فأعانته بالمال لحشد أنصاره من الناقمين على سوء تصرفات شنجول والعامريين بصفة عامة، لما كان يعرف عنه من فجور واستهتار ومُجون، وقضائه لمعظم وقته في الشراب واللهو، إضافة إلى تقريب العامريين للبربر والصقالبة على حساب العرب، فاستغل محمد بن هشام خروج شنجول للغزو، فهاجم قصر قرطبة في 16 جمادى الأول 399 هـ في جمع من العامة، وقتلوا والي المدينة، وخلع محمد بن هشام الخليفة هشام المؤيد بالله، وأعلن نفسه في اليوم التالي الخليفة محمد المهدي بالله.
بعد أن خرج شنجول في جيشه إلى قلعة رباح، راسل أهل طليطلة يدعوهم لنصرة الخليفة المخلوع، فلم يجيبوه لذلك، وحاول أيضًا أن يأخذ العهود على زعماء البربر الذين يشكّلون معظم جيشه فأظهروا الطاعة، وما أن اقترب شنجول من قرطبة بجيشه، حتى تفرق عنه جنوده، وقبض عليه بعض جند محمد المهدي بالله، وقتل في 3 رجب 399 هـ.